# Kampung Jawa I
Kampung Jawa I is een bestuurslaag in het regentschap Pariaman van de provincie West-Sumatra, Indonesië. Kampung Jawa I telt 1116 inwoners (volkstelling 2010).